# Whalton
 (juin 2023).
Whalton est une paroisse civile et un village du Northumberland, en Angleterre.